# Восточная ночница
Восточная ночница (лат. Myotis petax) — летучая мышь семейства гладконосых летучих мышей, обитающая в Китае, Японии, Северной Корее, Южной Корее и России.

## Описание
Небольшая летучая мышь, с длиной головы и тела от 44 до 58 мм, длиной предплечья от 34 до 39 мм, длиной хвоста от 27 до 41 мм, длиной стопы от 9 до 12 мм и длиной уха от 11 до 15 мм.
Мех короткий, густой и шелковистый. Спинная часть тёмно-коричневая, брюшная — от коричневато-серой до беловатой. Основание волосков по всей длине тёмно-коричневое. Морда широкая и безволосая, ноздри полукруглые. Уши овальной формы. Козелок длиной примерно в половину ушной раковины, прямой. Крыловые перепонки прикреплены к лодыжкам сзади. Длина стопы составляет более половины длины голени. Длинный хвост полностью входит в широкий патагиум. Пяточная кость (калькар) длинная и тонкая, без обтекателя. Череп имеет широкий рострум и небольшие клыки. Кариотип 2n=44 FNa=52.
Излучает кратковременные ультразвуки с модулированной частотой 85 кГц вначале и 35 кГц в конце, с максимальной энергией на частоте 45 кГц.

## Поведение
Укрывается в пещерах и шахтах, часто образуя большие колонии. Зимой впадает в состояние оцепенения, летом использует различные места для выведения потомства, например, дупла деревьев, мосты или человеческие постройки вблизи водоёмов. В этот период самки собираются в группы от 15 до 100 особей, в то время как самцы могут жить отдельно или изредко вместе. Вылетает на охоту ранним вечером, полёт быстрый и неустойчивый.
Питается мелкими летающими насекомыми, такими как Diptera и Lepidoptera, в основном пойманными над поверхностью воды.
Сезон размножения приходится на зиму, роды происходят летом. Самки рождают одного, иногда и двух детёнышей в год, после периода беременности в 50-55 дней и сохранения спермы во время спячки. При рождении они весят 2,3 грамма, а отлучают их от груди в возрасте 2 месяцев. Продолжительность жизни составляет более 20 лет.

## Распространение и среда обитания
Вид широко распространён в Восточной Сибири от Омской области до Владивостока, на острове Сахалин, в Монголии, Восточном Казахстане, на Корейском полуострове, в северных китайских провинциях Хэйлунцзян, Цзилинь и Синьцзян, на Итурупе и Кунашире на Курильских островах и на японском острове Хоккайдо. Вероятно, также обитает на юге полуострова Камчатка.
Обитает в лесах в долинах рек.

## Таксономия
В течение многих лет считалась подвидом Daubenton’s vespertylium, но недавно была отделена от последнего и стала рассматриваться как его восточный аналог. Эти исследования также выявили синонимию с Myotis abei, известным только по молодой особи, пойманной на острове Сахалин.
Описано четыре подвида.